# 알레치 빙하
알레치 빙하(Aletsch Glacier) 또는 알레치 글레처(Aletschgletscher)는 스위스 발레주에 있는 알프스산맥 최대의 빙하이다. 유라시아 대륙의 서쪽 절반에서도 최대로 손꼽힌다. 스위스 발레주의 동부 베른 알프스에 위치하며 길이는 약 23km(2014년), 부피는 약 15.4km3(2011년), 면적은 약 81.7km2(2011년)이다.
북쪽은 융프라우에, 남쪽은 마사강의 협곡군을 경유하여 론강에, 동쪽은 메르옐렌제 호수(Märjelensee)에, 서쪽은 알레치호른에 각각 둘러싸여 있다.
다른 빙하를 포함한 전체 지역은 2001년 유네스코 세계문화유산으로 지정된 융프라우-알레치 보호구역의 일부이다.

## 개요
빙하의 길이는 23.6km(2001년 12월)에, 면적은 117.6km2 (국제자연보호연합의 자료에서는 128km2), 물의 총중량은 270억톤이 된다.
알레치 빙하의 중심은 매년 180 ~ 200m의 속도로 전진하고 있다. 알레치 빙하를 둘러싼 9개의 산 정상은 모두 4,000m급이고, 평균 해발은 4,108m이다.

## 특징

### 서부
서쪽에서는 뢰첸탈에 접하는 고개로 랑 빙하(Langgletscher)에도 통하는 뢰첸뤼케(Lötschenlücke, 해발 3,173m)와 알레치호른의 북쪽으로 그로스 알레치필른(Grosser)이 있다.
빙하의 이 부분은 해발 3,800m 부근에서 나오는 에브네플루(Ebnefluhfirn), 글레처호른(Gletscherhornfirn), 크란츠베르(Kranzberfirn)라는 3개의 만년설에서 빙설을 공급받고 있다. 에브네프루에서 콘코르디아플라츠까지, 알레치필른은 평균 1500m의 폭으로 9km 늘어나고 있다.

### 서북부
북서부에는 융프라우의 동쪽 산허리와 묀히의 남쪽 산허리에서 나오는 융프라우피른(Jungfraufirn)이 있지만, 이것은 7km밖에 없고, 주요 만년설 중 가장 짧은 것이다. 그것은 콘코르디아 플라츠로 흘러나오면 빙하 계곡의 주축에 직접 이어진다. 서쪽을 크란츠베르크(Kranzberg)로, 동쪽을 트루그베르크(Trugberg)로 구분하고 있으며, 최고 지점에서는 폭 2km, 말단부에서도 폭이 1km나 된다.

### 북부
묀히의 동쪽과 피셔호른의 남서쪽 산맥에 해당하는 지역은 에비히슈네펠트(Ewigschneefeld, ‘만년설의 들’)를 만들고 있다. 길이 8km, 폭 1.2km의 이 만년설은 그륀호른의 서쪽 능선을 따라 내려간다. 반면에 그룽호른의 동쪽 능선은 피셔 빙하를 만들었다. 이것은 알레치 빙하와 거의 평행하게 움직이지만, 더 짧은 빙하이다.

### 콘코르디아 플라츠
3개의 중요한 만년설은, 대략 25%에서 30% 경사를 가진다. 여기 하류부는 에비히슈네펠트로 3개가 명확히 나뉘어 있다. 그것들은 빙상 두께가 900m 이상이 되는 콘코르디아 플라츠로 흘러 들어간다.
폭 600m, 길이 3km의 측면의 작은 만년설인 그뤼네그필른(Grüneggfirn)은 동쪽에서 생겨나 콘코르디아플라츠로 흘러 들어간다. 그것은 또한 그륀호른뤼케(Grünhornlücke, 해발 3,280m)를 통해 피셔 빙하로 이어진다.
콘코르디아 플라츠에서 축적된 얼음은 폭 1.5km에 달하는 광대한 평원이 되어 남동쪽으로 연간 약 180m 이동하여 빙하의 계곡을 따라 오랜 시간에 걸쳐 내려간다.

### 중앙부

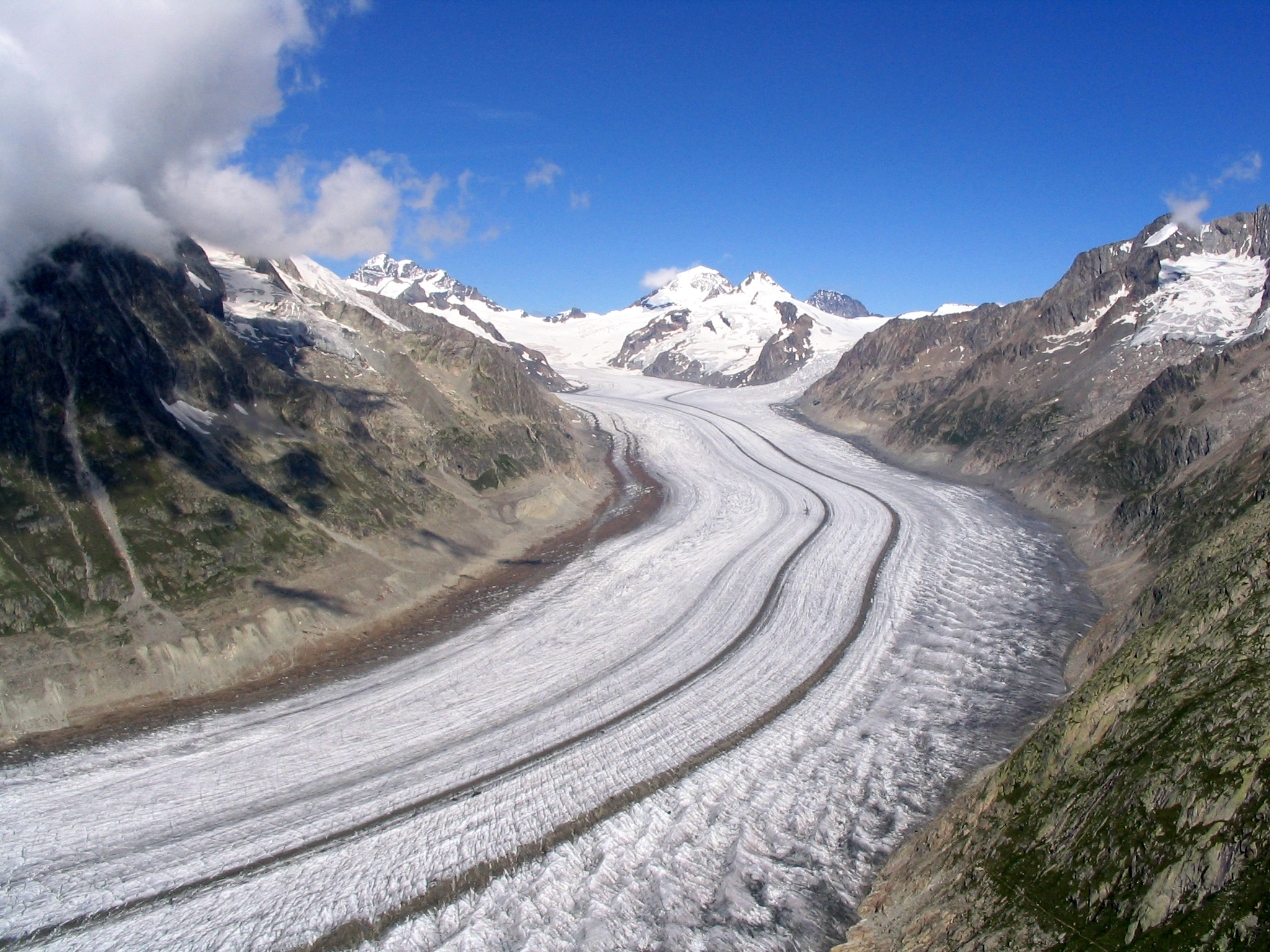
빙하의 중앙부, 뒤쪽은 콘코르디아플라츠

빙하는 남동쪽에서 동쪽의 그로스 바넨호른(해발 3,906m)과 서쪽의 드라이에크호른(Dreieckhorn, 해발 3,811m)의 기슭으로 향한다.
한번 동쪽에 있는 메르옐렌 호수의 높이에 도달하고, 빙하는 남쪽으로, 그리고 엑기스호른에 가는 손을 막아 남서쪽으로 방향을 바꾼다. 한편, 메르옐렌제의 서쪽에서는 알레치호른(해발 4,193m)이 다른 빙하를 키우고 있다. 미텔라레취 빙하(Mittelaletschgletscher)는 남동쪽 축을 따라 알레치 빙하에 합류한다. 다만, 빙하의 후퇴 탓에 양자의 결합은 해마다 가늘어져 이후 나뉘게 될 것이다.

### 하류부

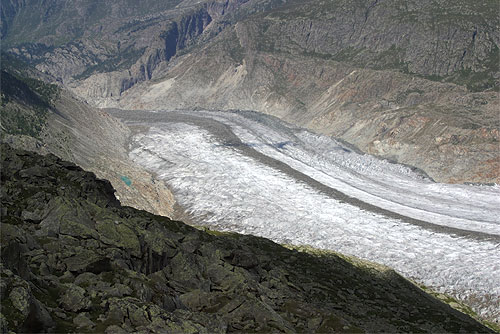
퇴적된 모레인과 길쭉한 빙하

빙하의 마지막 부분은 라테랄 모레인과 미디르 모레인으로 덮여 있다. 저지로 길게 뻗은 빙하는 해발 1,560m에 달하고 있으며, 일대는 수목 식생의 한계역이기도 하다.
마사강(Massa)은 빙하에서 출발하여 계곡군으로 흘러 들어가 발전용 가비담댐(Gebidem)으로 들어간다. 강은 결국 론강에 합류한다. 상류부에서의 빙하는 두껍지만, 하류로 갈수록 얇아지고, 최종적으로는 150m 정도가 된다.

### 모레인
알레치 빙하의 특징적인 모레인은 2개의 그룹으로 나뉘어 있으며, 대체로 빙하의 중간에 있다. 그들은 콘코르디아 플라츠에서 하류의 빙하의 길쭉한 끝까지 흐름을 따라 존재한다. 서쪽에 있는 그룹을 크란츠베르크 모레인 (Kranzbergmoräne), 동쪽을 토크베르크 모레인 (Trugbergmoräne)이라고 부른다.

## 세계유산
유네스코 세계유산 위원회는 2001년 알레치 빙하를 세계유산 목록에 등록했다(ID1037). 최초의 등록명은 ‘융프라우 - 알레치 – 비치호른’(Jungfrau-Aletsch-Bietschhorn, 영프 등록명 공통)으로, 알레치 빙하 중에서도 융프라우, 알레치호른, 비취호른, 핀스터아어호른의 각 산 정상을 포함한 일대가 등록되었다. 등록 면적의 대부분은 발레주에 속한다.
등록에 있어서 일대의 빙하가 만들어내는 경관이나 동물상, 식물상 외경관이 유럽의 문학이나 예술을 촉발한 것 등도 평가되었다. (단, 복합 유산으로서가 아니라 자연 유산으로서의 등록되었음)
스위스 당국은 베타스호른, 슈렉호른, 아이거, 묀히, 융프라우, 글레처호른, 브라이트호른, 브뤼리스 알프의 각 산정을 연결하는 형태로 등록 대상의 한층 더 확대를 기획하고, 2005년 잠정 리스트에 추가했다. 2007년 제31회 세계유산위원회에서 실제로 등록 대상 확대가 인정되었으며, 등록 면적은 53934ha에서 82400ha로 증대했다.
2008년 제32회 세계유산위원회에서 현재의 명칭으로 변경되었다.

### 등록 기준
이 세계유산은 세계유산등록기준 중 아래의 조건을 만족하고 등록되었다. (이하의 기준은 세계유산센터 공표의 등록 기준으로부터의 번역, 인용이다.)
(7) 뛰어난 자연미 및 미적 중요성을 가진 최고의 자연현상 또는 지역을 포함하는 것.
(8) 지구의 역사상의 주요 단계를 보여주는 현저한 사례. 여기에는 생물의 기록, 지형의 발달에 있어서 중요한 지학적 진행 과정, 중요한 지형적 특성, 자연 지리적 특성 등이 포함된다.
(9) 육상, 담수, 해안 및 해양 생태계와 동식물 군집의 진화와 발달에 있어서 진행되고 있는 중요한 생태학적, 생물학적 과정을 나타내는 현저한 사례

## 같이 보기
- 스위스 알프스